# Кастельсепріо
Кастельсепріо (італ. Castelseprio) — муніципалітет в Італії, у регіоні Ломбардія,  провінція Варезе.
Кастельсепріо розташоване на відстані близько 520 км на північний захід від Рима, 38 км на північний захід від Мілана, 12 км на південь від Варезе.
Населення — 1302 особи (2014).

## Демографія
Населення за роками:

Станом на 1 січня 2023 року в муніципалітеті офіційно проживало 25 іноземців з 8 країн, серед них 1 громадянин країн Євросоюзу та 7 громадян України.

## Сусідні муніципалітети
- Каїрате
- Карнаго
- Горнате-Олона
- Лонате-Чеппіно